# Big George Foreman
Pour plus de détails, voir Fiche technique et Distribution.

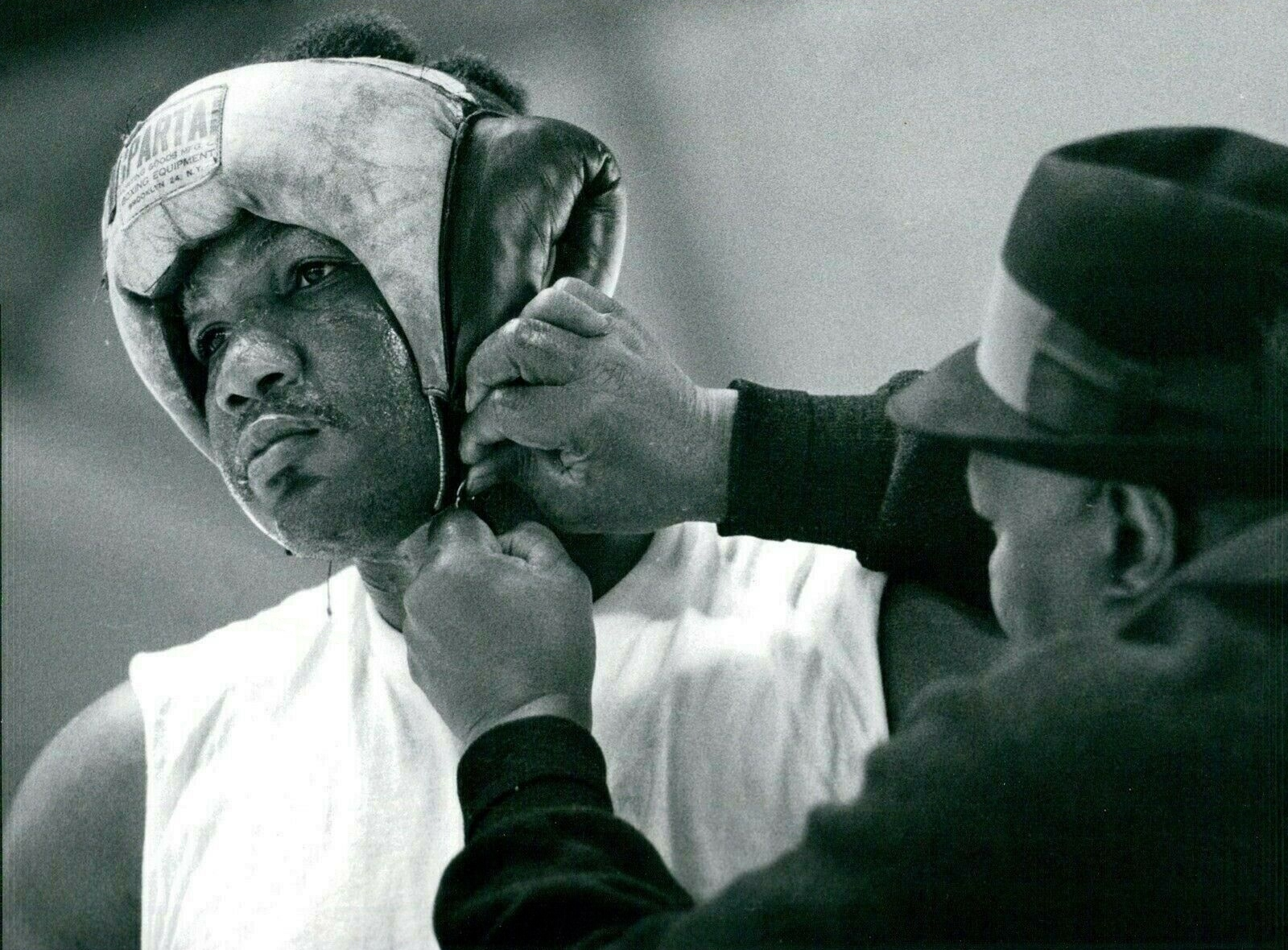
Photo de presse de 1974 Sports George Foreman Dick Sadler Champion poids lourd 8X10

Big George Foreman (sous-titré The Miraculous Story of the Once and Future Heavyweight Champion of the World) est un film américain réalisé par George Tillman Jr. et sorti en 2023. Il s'agit d'un film biographique sur le boxeur George Foreman.

## Synopsis
Après une enfance marquée par la misère et la pauvreté, George Foreman va devenir l'un des jeunes boxeurs les plus prometteurs de sa génération. Mais une très mauvaise expérience sur le ring le pousse à raccrocher les gants à 28 ans. Il décide alors de devenir pasteur et prédicateur baptiste. Mais une dizaine d'années plus tard, alors que la faillite menace son gymnase, il reprend contact avec son ancien entraîneur et décide de remonter sur le ring. Désormais surnommé «Big George» il sera le boxeur le plus âgé à remporter le championnat du monde des poids lourds.

## Fiche technique
- Titre original complet : Big George Foreman: The Miraculous Story of the Once and Future Heavyweight Champion of the World
- Titre français : Big George Foreman
- Réalisation : George Tillman Jr.
- Scénario : George Tillman Jr. et Frank Baldwin, d'après une histoire de Dan Gordon, George Tillman Jr. et Frank Baldwin
- Musique : Marcelo Zarvos
- Direction artistique : Christina Phensy
- Décors : Clay A. Griffith
- Costumes : Mary Claire Hannan
- Photographie : John Matysiak
- Montage : Alex Blatt et Craig Hayes
- Production : Peter Guber et David Zelon

Producteurs délégués : George Foreman et Wendy Williams
- Sociétés de production : Affirm Films, Mandalay Pictures, State Street Pictures et Sony Pictures Entertainment
- Société de distribution : Sony Pictures Releasing (États-Unis), Sony Pictures Releasing France
- Budget : 32 millions de dollars[1]
- Pays de production :  États-Unis
- Langue originale : anglais
- Format : couleur
- Genre : drame biographique, sport
- Durée : 129 minutes
- Date de sortie[2] :
  - États-Unis, Canada : 28 avril 2023

## Distribution
- Khris Davis : George Foreman
- Jasmine Mathews : Mary Joan
- Sullivan Jones : Mohamed Ali
- Lawrence Gilliard, Jr. : Archie Moore
- John Magaro : Desmond
- Sam Trammell : le révérend Virdell Stokes
- Sonja Sohn : Nancy Foreman
- Forest Whitaker : Doc Broadus
- Robert Cicchini : Angelo Dundee
- Matthew Glave : Howard Cosell (en)
- Erica Tazel : Mary Foreman
- Carlos Takam : Joe Frazier
- Tom Virtue : Johnny Carson

## Production
Un film biographique sur la carrière de George Foreman est annoncé sur février 2022. George Tillman Jr. est annoncé à la réalisation d'après un scénario qu'il a coécrit avec Frank Baldwin. Khris Davis est ensuite choisi pour incarner George Foreman alors que Forrest Whitaker et Sullivan Jones sont annoncés dans les rôles respectifs de Doc Broadus et Mohamed Ali. Michael K. Williams devait initialement tenir le rôle de Doc Broadus, avant son décès en septembre 2021,
Le tournage devait initialement débuter à l'automne 2021 à La Nouvelle-Orléans mais est remis en question par l'ouragan Ida. La production doit alors débuter à Shreveport en novembre mais est finalement reportée à 2022 pour des raisons inconnues. Le tournage a ainsi lieu de février à mars 2022 à La Nouvelle-Orléans.

## Sortie et accueil

### Dates de sortie
La sortie américaine était initialement fixée au 16 septembre 2022 avant d'être repoussée 24 mars 2023. Elle est à nouveau décalée au 28 avril 2023.

### Critique
Sur l’agrégateur de critiques Rotten Tomatoes, il obtient 44% d'avis favorables pour 48 critiques et une note moyenne de 4,9⁄10. Le consensus suivant résume les critiques compilées par le site : « Big George Foreman avait une histoire sportive classique sur laquelle travailler ; malheureusement, la façon lente et ordinaire de raconter ici est plus proche de la boîte de conserve que du champion poid-lourd ». Sur Metacritic, qui utilise une moyenne pondérée, le film obtient une note de 46⁄100 pour 11 critiques.

### Box-office
Aux États-Unis et au Canada, Big George Foreman sort en même temps que Sisu : de l'or et du sang et Are You There God? It's Me, Margaret.. Les prévisions tablent sur 5 millions de dollars pour 3 054 copies pour ce premier week-end d'ouverture. Le film enregistre 1 million le premier jours. Il achève ce premier week-end à 2,9 millions, soit la 11e place du box-office.
Au 29 mai 2023, le film totalise 6 012 905 $ dans le monde.